# Mulgedium acuminatum
Mulgedium acuminatum là một loài thực vật có hoa trong họ Cúc. Loài này được (Willd.) Nutt. mô tả khoa học đầu tiên năm 1841.